# 亚里士多德哲学
亞里斯多德哲學是指亚里士多德所研究的哲学，他将其定義為一種「實質」，宣稱他的哲學是「研究真實宇宙實質的科學」。柏拉圖則是將他的哲學定義為「理想的科學」，理想指的是所有現象的基礎原理。師徒兩人都認為哲學是研究宇宙的科學，不過，亞里斯多德是透過研究各種特定事物的實質來研究宇宙，而柏拉圖則認為宇宙與其他特定事物都沒有相連，在柏拉圖來看那些事物都只是宇宙豎立的樣本或模型罷了。
對亞里斯多德而言，研究哲學意味著從研究特定現象提升為研究事物的實質；但對柏拉圖而言，研究哲學則代表著從研究一個普世理想提升為研究這些理想所轉化的特定樣本。亞里斯多德的研究方式既是歸納法的也是演繹的，而柏拉圖的研究方式在本質上則是源自於先驗的原則。